# Dating Queen

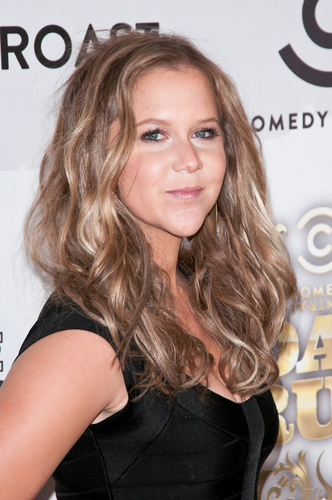
Amy Schumer (Drehbuch und Hauptrolle)

Dating Queen (Originaltitel Trainwreck, auf Deutsch Zugwrack, im übertragenen Sinn absolutes Fiasko) ist eine US-amerikanische Filmkomödie aus dem Jahr 2015. Regie führte Judd Apatow, das Drehbuch schrieb Hauptdarstellerin Amy Schumer. Damit ist dies der erste Film von Apatow, der nicht auf einem seiner eigenen Drehbücher basiert. Premiere hatte der Film am 16. März 2015 beim South by Southwest Film Festival. In die US-Kinos kam er am 17. Juli 2015, in den deutschen lief er am 13. August 2015 an. Eine um rund vier Minuten längere Fassung wurde als Extended Edition auf Blu-ray Disc veröffentlicht.

## Handlung
Mit neun Jahren erfahren Amy und ihre Schwester von ihrem Vater Gordon, dass er zahlreiche Affären hat und sich von ihrer Mutter trennen will; er hält Monogamie für unrealistisch.
Jahre später arbeitet sie als Redakteurin eines Männermagazins in New York. Ihre Chefin Dianna vergibt an sie den Auftrag, einen Artikel über den Sportmediziner Dr. Aaron Conners zu verfassen, obwohl sie Sport verabscheut. Stattdessen trinkt Amy lieber, liebt Partys und hat häufig One Night Stands. Ihr Verehrer Steven hofft nach vielen Dates vergeblich auf eine feste Beziehung und reagiert schockiert auf ihr Geständnis zu den vielen Männerkontakten in ihrem Handy.
Amy ist zu der Zeit gedanklich eher mit der Situation ihres Vaters beschäftigt, der wegen Multipler Sklerose in ein Pflegeheim umgezogen ist. Gemeinsam mit ihrer Schwester Kim kümmert sie sich um das nun leer stehende Haus. Kim ist von ihrem Vater enttäuscht, der zeitlebens ständig betrunken war, seine Familie vernachlässigte und fremd ging. Liebend gern würde sie all seine Sachen entsorgen, Amy schreitet jedoch ein.
Als Amy Dr. Conners zur Terminbesprechung trifft, entlarvt er sie schon nach kurzer Zeit als Sportmuffel. Während des Interviews beginnt sie zu hyperventilieren, als Kim ihr eine Nachricht schickt. Ihr Vater soll in ein günstigeres Pflegeheim umziehen. Dr. Conners kümmert sich um die aufgelöste Amy. Die beiden gehen essen, danach in eine Bar und schließlich zu ihm nach Hause. Zum ersten Mal bricht Amy nach dem Sex ihre Regel, nicht bei ihrem Liebhaber zu übernachten.
Aaron bringt Amy dazu, ihre Bindungsängste beiseite zu schieben, als er ihr tags drauf beisteht, als ihr Vater in der Klinik stürzt. Beide beginnen eine Beziehung, die zunächst sehr harmonisch verläuft. Als ihr Vater stirbt, ist er an ihrer Seite, um sie zu unterstützen. Aaron ist klar, dass Amy einige Probleme hat, die Situation eskaliert jedoch während einer Preisverleihung. Während er eine Rede vor Publikum hält, droht Dianna Amy, sie zu entlassen, wenn sie nicht an ihr Telefon gehe. Ohne eine Wahl verlässt Amy den Raum, wobei es im Nachhinein zum Streit zwischen ihr und ihrem Partner kommt. Völlig übermüdet vom nächtlichen Streit sagt Aaron am nächsten Tag eine wichtige Operation ab. Er bittet Amy um eine Beziehungspause, bis die Operation erledigt ist. Sie reagiert auf seine Worte jedoch mit völliger Abschottung und besteht darauf, die Beziehung zu beenden.
Nachdem Amy ihren Job verliert, weil sie volltrunken im Bett mit dem minderjährigen Angestellten von Dianna landet, sucht sie den Kontakt zu ihrer schwangeren Schwester. Ein Gespräch mit deren Stiefsohn macht ihr klar, dass sie Aaron immer noch liebt. Sie beschließt, ihm zu beweisen, dass sie es mit ihm versuchen möchte, eine ernsthafte Beziehung zu führen. Um ihn zurückzugewinnen, studiert sie mit den Cheerleadern einer Basketballmannschaft einen Tanz ein, und spätestens bei seinem Lieblingssong Uptown Girl lenkt Aaron ein. Beide beschließen, ihrer Beziehung noch eine Chance zu geben.

## Rezeption

### Kritiken
Der Filmkritiken-Aggregator Rotten Tomatoes hat in einer Auswertung von 273 Kritiken eine Zustimmungsrate von 85 Prozent errechnet. Der Konsens der Kritiken lautet: „Mit scharfem Humor, nachvollziehbaren Figuren und einer urkomischen Darstellung Amy Schumers ringt Dating Queen allen Kinogängern außer den schlimmsten Rom-Com-Phobikern Hingabe ab.“ Das Publikumsergebnis hat sich bei 66 Prozent positiver Bewertungen eingependelt, kurz nach dem Kinostart hatten die Zuschauer im Schnitt 4 von 5 Sternen verteilt. Auf Metacritic erhielt Dating Queen einen Metascore von 75 von 100 basierend auf 45 Kritiken. Das Lexikon des internationalen Films lobt: „Das Kinodebüt der Stand-up-Komikerin Amy Schumer entfesselt in der Umkehrung stereotyper Geschlechterbilder aus romantischen Komödien ein Gag-Feuerwerk, das erst gegen Ende in konventionellere Bahnen einschwenkt. Trotz einiger vulgärer Einschübe charmant und bis in die Nebenrollen hervorragend gespielt.“ Asokan Nirmalarajah vergab auf Filmstarts 4 von 5 möglichen Sternen und meinte: „Gemeinsam umschiffen Apatow und Schumer die Klischees der romantischen Komödie mit erfrischend geerdeten Figuren und unterlaufen ironisch die gängigen Rollenmuster von Single-Frauen und -Männern: „Dating Queen“ ist ein cleverer, witziger, tragikomischer und zeitgemäßer Liebesfilm.“

### Einspielergebnis
Am Tag der Kino-Premiere in den Vereinigten Staaten und Kanada spielte Dating Queen 10,7 Millionen US-Dollar ein. An seinem Eröffnungswochenende spielte der Film insgesamt 30,2 Millionen US-Dollar ein und übertraf damit die Erwartungen. Dies war nach Beim ersten Mal (Knocked Up), der am ersten Wochenende 30,7 Millionen US-Dollar einspielte, der zweitbeste Start für einen Film des Regisseurs Judd Apatow. Die Produktionskosten von 35 Millionen US-Dollar hatte Dating Queen bereits vier Tage nach dem Kinostart in Nordamerika (also am 21. Juli 2015) eingespielt. Insgesamt konnte Dating Queen weltweit rund 140,8 Millionen US-Dollar einspielen.

### Auszeichnungen
Amy Schumer wurde für ihre Arbeit am Film bei den Hollywood Film Awards 2015 mit dem Comedy-Award ausgezeichnet. Für die Golden Globe Awards 2016 war Dating Queen als Bester Film – Komödie oder Musical nominiert; Schumer erhielt zudem eine Nominierung als Beste Hauptdarstellerin – Komödie oder Musical. Im Rahmen der Critics’ Choice Movie Awards im Januar 2016 wurden der Film als Beste Komödie und Hader als Bester Schauspieler in einer Komödie nominiert. Schumer wurde hierbei als Beste Hauptdarstellerin in einer Komödie ausgezeichnet. Im Rahmen der 66. Eddie Awards wurde der Film am 4. Januar 2016 von der Vereinigung der American Cinema Editors in der Kategorie Bester Filmschnitt – Komödie oder Musical nominiert. Schumer wurde, auch für ihre Rolle in Dating Queen, mit dem Special Award for Breakthrough Comedian der Satellite Awards 2015 ausgezeichnet.

## Amoklauf in Kinosaal im Juli 2015
Während einer Aufführung des Films in Lafayette, Louisiana, kam es am 23. Juli 2015 zu einem Amoklauf. Der 59-jährige Täter John Russell Houser eröffnete direkt im Kino das Feuer auf andere Zuschauer. Er tötete zwei Frauen, verletzte neun weitere Menschen und erschoss sich schließlich selbst.

## Synchronisation
Die Synchronisation des Films übernahm die RC Production Kunze & Wunder GmbH & Co. KG. Das Dialogbuch schrieb Nana Spier, die auch für die Dialogregie verantwortlich war.
| Rolle             | Originalsprecher  | Deutscher Sprecher   |
| ----------------- | ----------------- | -------------------- |
| Amy Townsend      | Amy Schumer       | Nana Spier           |
| Dr. Aaron Conners | Bill Hader        | Leonhard Mahlich     |
| Kim Townsend      | Brie Larson       | Magdalena Turba      |
| Diana             | Tilda Swinton     | Karin Buchholz       |
| Gordon Townsend   | Colin Quinn       | Joachim Tennstedt    |
| LeBron James      | LeBron James      | Matti Klemm          |
| Steven            | John Cena         | Dennis Schmidt-Foß   |
| Donald            | Ezra Miller       | Nicolás Artajo       |
| Tom               | Mike Birbiglia    | Sascha Rotermund     |
| Nikki             | Vanessa Bayer     | Anna Carlsson        |
| Amar'e Stoudemire | Amar'e Stoudemire | Tino Kießling        |
| Amy (jung)        | Devin Fabry       | Carlotta Frauenschuh |
| Bryson            | Randall Park      | Tobias Nath          |
| Chris Evert       | Chris Evert       | Sabine Arnhold       |
| Daniel Radcliffe  | Daniel Radcliffe  | Nico Sablik          |